# Bufonaria thersites
Bufonaria thersites là một loài ốc biển, là động vật thân mềm chân bụng sống ở biển trong họ Bursidae.